# 條約列表
以下是國際上的條約、歷史協議、和約、敕令、公約等等的年表：
- 13世紀以前條約列表
- 1300年－1499年條約列表
- 1500年－1599年條約列表
- 1600年－1699年條約列表
- 1700年－1799年條約列表
- 1800年－1899年條約列表
- 1900年－1999年條約列表
- 2000年至今：

| 年份   | 名稱                     | 概要                                                                           |
| ------ | ------------------------ | ------------------------------------------------------------------------------ |
| 2000年 | 柯多努協定               | 以減少貧窮及將非洲、加勒比和太平洋國家集團整合至世界經濟；協定於2002年生效。   |
| 2000年 | 專利法條約               | 協調正式程序，如獲得專利申請的申請日期，專利申請的形式和內容以及申請的要求等。 |
| 2000年 | 吉達條約                 | 解決沙烏地阿拉伯與也門的邊界糾紛。                                             |
| 2001年 | 信天翁與矱鳥保育協定     | 企圖防止南半球海鳥數目－特別是信天翁和水薙鳥（Procellariidae）－的減少。       |
| 2001年 | 網路犯罪公約             | 禁止使用電腦或網際網路作為非法行為的工具。                                     |
| 2001年 | 中俄睦鄰友好合作條約     | 中俄的20年策略性協議。                                                         |
| 2001年 | 尼斯條約                 | 修改歐盟的兩條創立條約。                                                       |
| 2002年 | 東盟跨疆界煙霾協議       | 東盟各國共同控制東南亞煙霧污染。                                               |
| 2002年 | 戈巴多萊協議             | 試圖停止第二次剛果戰爭中交戰各派之間的敵對行動。                               |
| 2002年 | Pretoria Accord          | 盧旺達軍隊撤出剛果以交換國際間關於interahamwe和ex-FAR戰士解除武裝的承諾。      |
| 2002年 | SORT                     | 限制俄羅斯及美國的核子軍備。                                                   |
| 2003年 | 東盟自由貿易區           | 所有東南亞國家聯盟的協議。                                                     |
| 2003年 | Treaty of Accession 2003 | 10個國家加入歐盟，2004年5月1日生效。                                           |
| 2003年 | 煙草控制框架公約         | 世界第一條公眾衛生條約，於2005年2月27日生效。                                  |
| 2004年 | 國際糧農植物種源協定     | 確保農民便利取得糧食安全農作物的種子；2004年6月29日生效。                      |
| 2005年 | 能源共同體協議           | 建立能源共同體。                                                               |
| 2005年 | Treaty of Accession 2005 | 保加利亞及羅馬尼亞加入歐盟；2007年1月1日生效。                                 |
| 2006年 | Tripoli Agreement        | 結束了乍得－蘇丹衝突。                                                         |
| 2006年 | Waziristan Accord        | 結束了瓦濟里斯坦戰爭。                                                         |
| 2006年 | 聖安德魯斯協議           | 解決北愛爾蘭和平進程仍未解決的不滿，促使已轉移的權力分享政府重新談判。         |
| 2007年 | 里斯本條約               | 取代歐盟憲法的條約。                                                           |

## 未簽訂
- 中美洲自由貿易協定
- 美洲自由貿易區
- 實體專利法條約 (SPLT)
- WIPO保護廣播組織條約草案

## 腳注
1. ↑  簡稱為PLT。
2. ↑  亦稱為莫斯科條約及Treaty on Strategic Offensive Reductions.
3. ↑  簡稱FCTC。
4. ↑  亦稱為International Seed Treaty。
5. ↑  簡稱ECSEE。
6. ↑  亦稱為Libya Accord或Tripoli Declaration.
7. ↑  亦稱為North Waziristan Accord.